# Oleg Butković
Oleg Butković (ur. 4 maja 1979 w Rijece) – chorwacki polityk i samorządowiec, od 2016 minister spraw morskich, transportu i infrastruktury, od 2022 również wicepremier.

## Życiorys
Absolwent studiów z zakresu transportu morskiego na Uniwersytecie w Rijece. Pracował w centrum morskim i na macierzystej uczelni. Wstąpił do Chorwackiej Wspólnoty Demokratycznej. W 2005 został przewodniczącym partii w mieście Novi Vinodolski, a w 2012 w żupanii primorsko-gorskiej. Od 2005 do 2016 zajmował stanowisko burmistrza miejscowości Novi Vinodolski.
W wyborach w 2015 został wybrany w skład Zgromadzenia Chorwackiego. W styczniu 2016 z rekomendacji HDZ objął urząd ministra spraw morskich, transportu i infrastruktury w rządzie Tihomira Oreškovicia. W przedterminowych wyborach w tym samym roku z powodzeniem ubiegał się o poselską reelekcję. W 2020 i 2024 ponownie wybierany do chorwackiego parlamentu.
W październiku 2016 w nowo utworzonym rządzie Andreja Plenkovicia pozostał na dotychczasowym stanowisku ministerialnym. W lipcu 2020 w drugim gabinecie dotychczasowego premiera również utrzymał zajmowane dotąd stanowisko rządowe. W lipcu 2022 objął dodatkowo urząd wicepremiera. Utrzymał obie te funkcje w powołanym w maju 2024 trzecim rządzie lidera HDZ.